# Варано де' Мелегари
Вара̀но де' Мелега̀ри (на италиански: Varano de' Melegari, на местен диалект Varàn, Варан) е малко градче и община в северна Италия, провинция Парма, регион Емилия-Романя. Разположено е на 190 m надморска височина. Населението на общината е 2704 души (към 2010 г.).